# René Quitral
René Quitral Encina (1920. július 22. – 1982. november 27.) chilei labdarúgó, csatár.
A Santiago Wanderers csatára volt. Részt vett az 1950-es brazíliai világbajnokságon.